# Garnizon Świdnica
Garnizon Świdnica – garnizon Wojska Polskiego w latach 1945–1991.
Świdnica była dużym garnizonem wojskowym. Od połowy XVIII wieku do drugiej połowy XIX wieku pełniła funkcję miasta twierdzy armii niemieckiej. W mieście znajdowało się szereg obiektów wojskowych, w tym: koszary, umocnienia fortyfikacyjne, szpitale i magazyny. Infrastruktura koszarowa pochodzi w większości z XIX i XX wieku. Została ona znacznie rozbudowana w latach 1934–1938 przez III Rzeszę. Po II wojnie światowej na terenie miasta stacjonowały jednostki Wojska Polskiego i Armii Radzieckiej wykorzystując w tym celu koszary poniemieckie. W drugiej połowie lat 80. XX w. stacjonowało tam dowództwo Północnej Grupy Wojsk AR.

## Obiekty wojskowe
KOSZARY
Na terenie Świdnicy znajduje się kilka kompleksów koszarowych, które obecnie zaadaptowano do celów cywilnych (budynki mieszkalne, urzędy).
- Koszary Fizylierów – Fiselier Kaserne - Duże Koszary - (pl. Kombatantów – ul. Teatralna ) – koszary zbudowane w XVIII wieku. Obecnie zachowane zostały segmenty budynków koszarowych przy ul. Teatralnej 32-38 wykorzystywane jako budynki mieszkalne.
- Koszary Minerów – Mineur Kaserne – Stare Koszary (ul. Mennicka) – koszary zbudowane w połowie XVIII wieku. Obecnie istnieje jeden budynek przy ul. Mennickiej 11, jako budynek mieszkalny.
- Małe Koszary – (ul. Spółdzielcza 29-31) - budynek koszarowy zbudowany w XVIII wieku, w którym stacjonowały dwie kompanie piechoty.  Obecnie budynek mieszkalny.
- Koszary Piechoty – Infanterie Kaserne (ul. Armii Krajowej – ul. Wałbrzyska) – duży kompleks koszarowy z końca XIX w. obejmujący budynki do zakwaterowania żołnierzy, budynek aresztu garnizonowego i komendy garnizonu.
- Koszary Artylerii – Artilerie Kaserne (ul. Saperów) – niewielki kompleks koszarowy z końca XIX w. złożony z budynków do zakwaterowania żołnierzy i budynków pomocniczych.
- Koszary Barbary – Barbara Kaserne (ul. Gdyńska – ul. Parkowa) – nowoczesne koszary artyleryjskie zbudowane w l. 1934-1936 złożone z 5 budynków do zakwaterowania żołnierzy, budynku sztabu i budynków pomocniczych. Obecnie budynki mieszkalne.
- Koszary Flandryjskie – Flandern Kaserne (ul. Zamenhofa – ul. Armii Krajowej) – nowoczesne koszary piechoty zbudowane w l. 1934-1938 złożone z 5 budynków do zakwaterowania żołnierzy, budynku sztabu i budynków pomocniczych. Składały się one z dwóch części: Koszar Arras – Arras Kaserne (ul. Armii Krajowej – ul. Inwalidów Wojennych) i Koszar Loretto- Loretto Kaserne (ul. Zamenhofa – ul. M. Skłodowskiej). Obecnie siedziba władz miasta i powiatu.

W okresie powojennym Wojsko Polskie użytkowało tylko stare koszary artylerii przy ul. Saperów, gdzie stacjonował 21 Batalion Saperów, a potem Wrocławski Pułk OT. Pozostałe koszary wykorzystywane były przez jednostki Północnej Grupy Wojsk Armii Radzieckiej. Dowództwo AR podzieliło obiekty koszarowe w Świdnicy na 3 kompleksy:
- Koszary 410 – (ul. Armii Krajowej, Zamenhofa, Curie-Skłodowskiej) – dawne Koszary Flandryjskie (tzw. białe koszary).
- Koszary 411 – (ul. Armii Krajowej, Wałbrzyska) – dawne Koszary Piechoty (tzw. czerwone koszary).
- Kompleks sztabowo-koszarowy 416 – (ul. Parkowa i Gdyńska) – dawne Koszary Barbary.

UMOCNIENIA FORTYFIKACYJNE
Świdnica ze względu na swoje położenie geograficzne była przez długi okres obiektem wzmożonej rywalizacji militarnej. W celu zapewnienia bezpieczeństwa mieszkańcom w XIII w. wybudowano wokół miasta mury obronne. W czasach nowożytnych, w połowie XVIII w., miasto przekształcono w twierdzę wojskową budując szereg nowych obiektów fortyfikacyjnych. W drugiej połowie XIX w. Świdnicę ogłoszono miastem otwartym. Większość istniejących umocnień fortyfikacyjnych została zniszczona. Do chwili obecnej przetrwały tylko odcinki murów obronnych przy ul. Niepodległości i Wrocławskiej oraz fragmenty fortów i redut.
INNE OBIEKTY
W Świdnicy znajduje się szereg obiektów garnizonowych o charakterze pomocniczym. Niektóre z nich są obecnie wykorzystywane w ich pierwotnym charakterze. Do najistotniejszych obiektów należały:
- polowe lotnisko wojskowe – istniejące w czasie II wojny światowej. Po wojnie wykorzystane do zabudowy przemysłowej.
- poligon – przy ul. Zamenhofa (obecnie Osiedle Młodych)
- strzelnica – obiekt przy ul. Esperantystów (Park Strzelnica)
- garnizonowy lazaret wojskowy – budynek przy pl. Wojska Polskiego (dawny szpital zakaźny, obecnie Wyższe Seminarium Duchowne)
- szpital wojskowy – sanatorium (tzw. latawiec) – kompleks budynków przy ul. Leśnej, który budowano od 1940 r. i nie ukończono do 1945 r. – w latach 90. XX w. powstał na ich bazie Regionalny Szpital Specjalistyczny.
- szpital wojskowy – budynek przy ul. Saperów 3
- wojskowa przychodnia weterynaryjna – wcześniej koszary kompanii ckm
- klub oficerski i kino (w czasie II wojny światowej niemiecki szpital wojskowy) – budynek przy ul. Pionierów Ziemi Świdnickiej (obecnie I Liceum Ogólnokształcące)
- kasyno wojskowe – budynek przy ul. Saperów 24
- kościół garnizonowy
- magazyny amunicyjne, materiałowe
- magazyn zbożowy - budynek przy ul. Długiej (wyburzony)
- pralnia garnizonowa – przy ul. Stawki

## Garnizon niemiecki
W garnizonie Świdnica stacjonowało szereg jednostek wojskowych armii niemieckiej. Większość przebywała tu stosunkowo krótko, jako załoga twierdzy. W czasie I wojny światowej było tu wiele jednostek liniowych i rezerwowych, jak: 11 i 228 Pułk Piechoty, 11, 68 i 88 Pułk Artylerii Polowej. Przed wybuchem II wojny światowej na lotnisku polowym rozlokował się 71 Szkolny Pułk Lotniczy. Do jednostek, które znajdowały się w garnizonie najdłużej należały:
- Komendantura Wojskowa
- 10 Pułk Grenadierów – sformowany w 1808 r. jako 1 Śląski Pułk Piechoty nr 10. W 1860 r. przemianowany na 1 Śląski Pułk Grenadierów nr 10. Od 1889 r. otrzymał nazwę 10 Pułku Grenadierów im. Króla Fryderyka Wilhelma II. Wchodził w skład 21 Brygady Piechoty z 11 Dywizji Piechoty. Rozformowany w 1919 r.
- 42 Pułk Artylerii Polowej – sformowany w 1899 r. Znajdował się w składzie 11 Brygady Artylerii z 11 Dywizji Piechoty. Rozformowany w 1919 r.
- 7 Pułk Piechoty – utworzony w 1934 r. Od 1936 r. w składzie 28 Dywizji Piechoty.
- 28 Pułk Artylerii – utworzony w 1935 r. W 1936 r. włączony do 28 Dywizji Piechoty.

## Garnizon Armii Radzieckiej
Jednostki Armii Radzieckiej przebywały w Świdnicy od 1945 roku. Przez długi okres był to garnizon jednostek artylerii ze składu 20. Dywizji Pancernej. Rozlokowanie w Świdnicy Dowództwa Północnej Grupy Wojsk AR spowodowało, że jednostki artylerii przeniesiono do Świętoszowa. Ze względu na dużą rotację trudno jest ustalić pełny wykaz jednostek, które stacjonowały w Świdnicy. W latach 80. były to:
- Dowództwo i sztab Północnej Grupy Wojsk AR (1984-1990)
- 1052 Pułk Artylerii Samobieżnej ze składu 20. Dywizji Pancernej
- 459 Pułk Przeciwlotniczy ze składu 20. Dywizji Pancernej (do 1982)
- 595 Dywizjon Rakietowy ze składu 20. Dywizji Pancernej
- 137 Batalion Łączności
- 886 Batalion Łączności
- 1955 Batalion Walki Radioelektronicznej
- 91 Batalion Zabezpieczenia
- 59 Batalion Samochodowy
- samodzielny batalion budowlany
- szpital wojskowy

## Garnizon Wojska Polskiego
Świdnica stała się garnizonem Wojska Polskiego od 1945 r. Początkowo znajdowała się tu tylko komenda wojskowa. Od lat 50. do początku lat 90. XX w. stale stacjonowały tu różne jednostki wojsk lądowych. Były to:
- 21 Batalion Saperów (1950-1967) – ze składu 10 Dywizji Pancernej
- Wrocławski Pułk Obrony Terytorialnej (1968-1990)
- Świdnicki Batalion Obrony Terytorialnej (1967-1971)
- 59 Batalion Remontowo-Budowlany OT (1960-1988)
- Wojskowa Komenda Rejonowa (1945-1965) – na pl. Grunwaldzkim
- Powiatowy Sztab Wojskowy (1965-1975)
- Wojskowa Komenda Uzupełnień (1975-1990)
- Placówka Wojskowej Służby Wewnętrznej (1981-1990)
- Placówka Żandarmerii Wojskowej (1990-1992)

W lipcu 1968 roku podczas ćwiczeń Układu Warszawskiego pod kryptonimem „Szumawa”, a następnie „Pochmurne Lato-68” w Świdnicy ulokowano Stanowisko Dowodzenia 2 Armii (SD 2A) wystawione przez Dowództwo Śląskiego Okręgu Wojskowego we Wrocławiu. W czasie ćwiczeń w Świdnicy stacjonowało szereg jednostek wojskowych jak: pododdziały 10 Pułku Łączności i 6 Pułku Zabezpieczenia z Wrocławia, 1 Batalion Szturmowy z Dziwnowa, pododdziały 6 Dywizji Powietrznodesantowej oraz zgrupowanie śmigłowców z 49 Pułku Śmigłowców w Pruszczu Gdańskim.
Jednostki 2 Armii wzięły udział w interwencji w Czechosłowacji, a SD 2 A przeniesiono 24 sierpnia 1968 r. ze Świdnicy do Hradec Kralove.